# Tim Allen
Tim Allen (* 13. června 1953, Denver, Colorado, USA) je americký komik, charakterní herec a bavič, pravděpodobně nejlépe známý pro svou roli v televizním sitcomu Home Improvement (Kutil Tim) a rovněž pro své role v Disneyho filmových sériích The Santa Clause a Toy Story.

## Životopis
Tim Allen, narozen jako Timothy Allan Dick, je syn sociální pracovnice Marthy Katherineové a realitního agenta Geralda M. Dicka. Jeho otec zemřel v autě při srážce s opilým řidičem, když Allenovi bylo jedenáct let. O dva roky později se jeho matka vdala za svou školní lásku, úspěšného obchodního manažera, a se svými šesti dětmi se přestěhovala do Birminghamu ve státě Michigan, aby zde žila se svým novým manželem a jeho třemi dětmi. Allen studoval střední školu v Birminghamu (Ernest W. Seaholm High School), kde navštěvoval divadelní a hudební třídy (což vyústilo v jeho lásku ke klasickému piánu) a později vysokou školu v Kalamazoo (Western Michigan University). 
Později získal čestný titul, který byl hlavní zápletkou v epizodě páté série seriálu Home Improvement s názvem „Is There A Doctor In The House?“

## Kariéra
Allen začal svou kariéru jako komik. Na výzvu jednoho ze svých přátel se zúčastnil komediální noci v komediálním klubu v Detroitu. V době, kdy žil v Detroitu, se začínal stávat známější svým účinkováním v reklamách lokálních televizí a vystupováním v komediálních show, jako například „Some Semblance of Sanity“ Garyho Thisona. Později se přestěhoval do Los Angeles, kde se stal členem The Comedy Store. Také začal sólově vystupovat v nočních talk show.
Allen získal slávu hraním v televizním seriálu Home Improvement (Kutil Tim) (1991–1999), kde hrál Tima „Kutila“ Taylora. Během jednoho týdne v listopadu 1994 současně hrál v nejvíce výdělečném filmu The Santa Clause, vystupoval v nejlépe hodnoceném televizním seriálu Home Improvement a napsal nejlépe se prodávající knihu v Severní Americe Don't Stand Too Close to a Naked Man (Nestůj příliš blízko nahého muže). Následující rok propůjčil svůj hlas postavě Buzze Rakeťáka ve filmové senzaci Toy Story (Příběh hraček).
Allen má hvězdu na Hollywoodském chodníku slávy.

## Osobní život
Dne 2. října 1978 byl Allen zatčen na mezinárodním letišti (Kalamazoo-Battle Creek International Airport) za držení 0,7 kilogramu kokainu. Následně podal zprávu o dalších dealerech drog výměnou za snížení možného doživotního vězení na tři až sedm let, z kterých si odpykal 28 měsíců ve federálním nápravném zařízení (Sandstone, stát Minnesota).
Byl ženatý s Laurou Deibelovou od 7. dubna 1984 do jejich rozvodu v roce 2003; mají dceru Katherine (* 1989). Dne 7. října 2006 se v Grand Lake oženil s herečkou Jane Hajdukovou. 
Je velkým zastáncem Republikánské strany. a často se označuje za „fiskálního konzervativce a emocionálního liberála“. Během prezidentských primárek v roce 2016 veřejně podpořil republikánského kandidáta Johna Kasicha, ale zúčastnil se inaugurace Donalda Trumpa, i když Donalda Trumpa přímo nepodpořil. Po útoku na Kapitol USA v lednu 2021 Allen incident ostře odsoudil jako „hrozný, trapný a ostudný“ a kritizoval Trumpa za nedostatečnou reakci. Allenovy politické názory a otevřenost v jejich vyjadřování z něj činí jednu z mála výrazných konzervativních osobností v americkém zábavním průmyslu.

## Filmografie
| Rok  | Název                                                                   | Role                               | Poznámky |
| ---- | ----------------------------------------------------------------------- | ---------------------------------- | -------- |
| 1989 | Tropical Snow                                                           | Zavazadlový manipulant             |          |
| 1994 | The Santa Clause (Santa Claus)                                          | Scott Calvin/Santa Claus           |          |
| 1995 | Toy Story (Příběh hraček)                                               | Buzz Lightyear                     | (hlas)   |
| 1997 | Meet Wally Sparks                                                       | sám sebe                           |          |
| 1997 | Jungle 2 Jungle (Z džungle do džungle)                                  | Michael Cromwell                   |          |
| 1997 | For Richer or Poorer                                                    | Brad Sexton                        |          |
| 1999 | Toy Story 2 (Příběh hraček 2)                                           | Buzz Lightyear                     | (hlas)   |
| 1999 | Galaxy Quest                                                            | Jason Nesmith                      |          |
| 2001 | Who is Cletis Tout?                                                     | Critical Jim                       |          |
| 2001 | Joe Somebody                                                            | Joe Scheffer                       |          |
| 2002 | Big Trouble (Velké trable)                                              | Eliot Arnold                       |          |
| 2002 | The Santa Clause 2 (Santa Claus 2)                                      | Santa Claus/Scott Calvin/Toy Santa |          |
| 2003 | Top Speed                                                               | sám sebe                           | vypravěč |
| 2004 | Christmas with the Kranks                                               | Luther Krank                       |          |
| 2006 | The Shaggy Dog                                                          | Dave Douglas                       |          |
| 2006 | Cars (Auta)                                                             | Buzz Lightyear Car                 | (hlas)   |
| 2006 | Zoom                                                                    | Jack Shepard/Captain Zoom          |          |
| 2006 | The Santa Clause 3: The Escape Clause (Santa Claus 3: Úniková klauzule) | Santa Claus/Scott Calvin           |          |
| 2007 | Wild Hogs                                                               | Doug Madsen                        |          |
| 2007 | Fired!                                                                  | sám sebe                           | dokument |
| 2008 | Redbelt                                                                 | Chet Frank                         |          |
| 2009 | Wild Hogs 2                                                             | Doug Madsen                        |          |
| 2010 | Toy Story 3 (Příběh hraček 3)                                           | Buzz Lightyear                     | (hlas)   |

### Televizní tvorba
- Comedy's Dirtiest Dozen (1988)
- Tim Allen: Men Are Pigs (1991)
- Home Improvement (Kutil Tim) (1991-1999)
- Tim Allen Rewires America (1992)
- These Guys (2003) (vypravěč)
- Jimmy Neutron: Win, Lose, and Kaboom (2004) (hlas)

### Knihy
- Don't Stand Too Close to a Naked Man (Nestůj příliš blízko nahého muže) (1994) - ISBN 0-7868-6134-7
- I'm Not Really Here (Já zde nejsem) (1996) - ISBN 0-7868-6257-2